# CoeurDeLion
Pour les articles homonymes, voir Richard Cœur de Lion (homonymie).
 (mars 2008).
Si vous disposez d'ouvrages ou d'articles de référence ou si vous connaissez des sites web de qualité traitant du thème abordé ici, merci de compléter l'article en donnant les références utiles à sa vérifiabilité et en les liant à la section « Notes et références ».
CoeurDeLion est un label de musique québécois fondé par Richard Paquet en 1989 à Lorraine. En 1990, CoeurDeLion lance en premier les succès de Michèle Torr suivi des volumes de la collection Chansons pour nos chatons. Plus les années avancent, plus l'étiquette lance en magasins de projets d'artistes internationaux. En 1997, CoeurDeLion déménage ses locaux au 1915, rue Fortin à Laval. Le disque Carmine Meo d'Emma Shapplin est lancé au mois de mars 1998. 
En septembre 2001, CoeurDeLion est racheté par la compagnie de disque Inca Records de Toronto, et déménage à nouveau en 2003, cette fois à Montréal. Le label ferme ses portes le 18 mai 2004 après 15 ans d'existence ; depuis lors, Inca Records relance les albums produits par CoeurDeLion.